# Coracine ombrelle
Cephalopterus glabricollis
Espèce
Statut de conservation UICN

 EN  : En danger
La Coracine ombrelle (Cephalopterus glabricollis) est une espèce d'oiseaux de la famille des Cotingidae.
Cet oiseau vit dans la cordillère de Talamanca.